# Chasing Yesterday
| 전문가 평가         | 전문가 평가 |
| 총 점수             | 총 점수     |
| 출처                | 점수        |
| ------------------- | ----------- |
| 메타크리틱          | 68/100      |
| 평가 점수           |             |
| 출처                | 점수        |
| AllMusic            | [ 2 ]       |
| American Songwriter | [ 3 ]       |
| The Daily Telegraph | [ 4 ]       |
| Digital Spy         | [ 5 ]       |
| Exclaim!            | [ 6 ]       |
| Mojo                | [ 7 ]       |
| NME                 | [ 8 ]       |
| Pitchfork           | 5.9/10      |
| Q                   | [ 10 ]      |
| Rolling Stone       | [ 11 ]      |

《Chasing Yesterday》는 영국의 록 밴드 노엘 갤러거스 하이 플라잉 버즈의 두 번째 스튜디오 음반이다. 노엘 갤러거가 작사와 작곡, 프로듀싱한 이 음반은 2012년부터 2014년까지 런던의 스트레인지웨이와 애비 로드 스튜디오에서 녹음되었다. 2015년 2월 25일, 갤러거의 음반사 사워 매시에 의해 발매되었으며, 싱글곡 〈In the Heat of the Moment〉과 〈Ballad of the Mighty I〉에 이어 발매되었다. 《Chasing Yesterday》는 발매 첫 주에 영국 음반 차트에서 1위를 차지했다.

## 배경
노엘 갤러거는 2013년 8월, 스포츠 라디오 방송 토크스포트와의 인터뷰에서 2011년 《Noel Gallagher's High Flying Birds》 후속 작업을 하고 있다는 사실을 처음 확인했고, 그는 "마지막 곡이 엄청 많이 남았어. 난 글을 쓰고, 물건을 모으고 있어. 그래, 꼭 다른 음반을 만들 거야, 그건 확실해". 10월에 그는 음반 녹음을 시작할 준비가 되어 있다고 밝히면서, 그가 시작하기 위해 "지금 막 내 밴드와 프로듀서의 유용성을 기다리고 있다"고 설명했다.
2014년 2월, 전 오아시스 프로듀서 마크 코일은 갤러거가 새 음반을 위해 50~60곡을 썼다고 폭로했는데, 이 곡은 "음반 속으로 휘몰아치는" 과정에 있었다. 이 곡들에 대해 말하면서, 그는 "노엘의 새 음반은 엄청 좋다"고 주장했고, 그것을 오아시스의 음반 《Definitely Maybe》 (1994년)와 스타일적으로 비교했고, 그것을 "규모"라고 묘사했다.
갤러거는 2014년 10월 13일, 런던에서 페이스북이 주최한 질의응답 행사에서 《Chasing Yesterday》를 공식 발표하며 음반 제목과 발매일, 트랙 리스트, 영국 투어 지원, 첫 두 싱글을 공개했다.

## 곡 목록
모든 곡들은 노엘 갤러거에 의해 작사/작곡하였다.
| #   | 제목                                | 재생 시간 |
| --- | ----------------------------------- | --------- |
| 1.  | 〈Riverman〉                        | 5:41      |
| 2.  | 〈In the Heat of the Moment〉       | 3:29      |
| 3.  | 〈The Girl with X-Ray Eyes〉        | 3:20      |
| 4.  | 〈Lock All the Doors〉              | 3:41      |
| 5.  | 〈The Dying of the Light〉          | 5:11      |
| 6.  | 〈The Right Stuff〉                 | 5:27      |
| 7.  | 〈While the Song Remains the Same〉 | 4:16      |
| 8.  | 〈The Mexican〉                     | 3:46      |
| 9.  | 〈You Know We Can't Go Back〉       | 3:46      |
| 10. | 〈Ballad of the Mighty I〉          | 5:15      |

## 인증
| 국가       | 인증     | 판매량/출하량 |
| ---------- | -------- | ------------- |
| 영국 (BPI) | 플래티넘 | 311,000       |